# Шимао Хунань центр
Шимао Хунань центр (Shimao Hunan Center), также известный как Глобальный финансовый центр Шимао (Shimao Global Financial Center) — сверхвысокий небоскрёб, расположенный в деловом центре китайского города Чанша. Построен в 2019 году в стиле модернизма, по состоянию на 2024 год являлся вторым по высоте зданием города, 48-м по высоте зданием Китая, 56-м — Азии и 90-м — мира. Владельцем 343-метровой офисной башни Шимао Хунань центр является оператор недвижимости Shimao Group.